# Derivada Fracionária de Riemann-Liouville
Derivada fracionária de Riemann-Liouville é uma das definições para derivada fracionária  e é o operador inverso da Integral Fracionária de Riemann-Liouville.  Algumas outras definições para derivada fracionária: Derivada Fracionária de Grünwald-Letnikov, derivada de Caputo, Riez e outras. 

## Definição
Definimos a derivada fracionária de Riemann-Liouville ({\displaystyle _{RL}D}), de ordem {\displaystyle \alpha }, com {\displaystyle n-1\leqslant {\mbox{Re}}(\alpha )\leqslant n} como 
{\displaystyle _{RL}D^{\alpha }f(t)\;=\ D^{n}[I^{n-\alpha }f(t)]}
em que {\displaystyle I} é a Integral Fracionária segundo Riemann-Liouville e {\displaystyle D^{n}} é a derivada do cálculo clássico de ordem inteira {\displaystyle n}.
Nessa definição, a derivada de ordem arbitrária equivale à derivada de ordem inteira de uma integral de ordem arbitrária.

## Exemplos e consequências

#### Exemplo 1
Caso {\displaystyle f(t)=t^{\beta }}, {\displaystyle \beta \neq 0}, a derivada arbitrária de ordem {\displaystyle \alpha } é dada por:
{\displaystyle _{RL}D^{\alpha }t^{\beta }\;=\ {\dfrac {\Gamma (\beta +1)}{\Gamma (\beta -\alpha +1)}}t^{\beta -\alpha }}
em que {\displaystyle \Gamma } é a Função gama.

#### Exemplo 1.1
Calculemos {\displaystyle _{RL}D^{\frac {1}{2}}t^{\frac {-1}{2}}}  utilizando o exemplo anterior.
{\displaystyle _{RL}D^{\frac {1}{2}}t^{\frac {-1}{2}}\;=\ {\dfrac {\Gamma ({\frac {-1}{2}}+1)}{\Gamma ({\frac {-1}{2}}-{\frac {1}{2}}+1)}}t^{-1}\;=\ 0}
pois {\displaystyle |\Gamma (0)|=\infty }.

#### Exemplo 1.2
Calculemos {\displaystyle _{RL}D^{\frac {1}{2}}\left[_{RL}D^{\frac {1}{2}}t^{\frac {-1}{2}}\right]}  pelo exemplo anterior.
{\displaystyle _{RL}D^{\frac {1}{2}}\left[_{RL}D^{\frac {1}{2}}t^{\frac {-1}{2}}\right]\;=\ _{RL}D^{\frac {1}{2}}\left[0\right]\;=\ 0.}

#### Exemplo 1.3
Calculemos {\displaystyle D^{1}t^{\frac {-1}{2}}}.
{\displaystyle D^{1}t^{\frac {-1}{2}}=-{\dfrac {t^{-3}{2}}{2}}}

##### Conclusão 1
Pelos dois exemplos anteriores concluímos que
{\displaystyle D^{\alpha }D^{\beta }f(t)\neq D^{\alpha +\beta }f(t).}

#### Exemplo 1.4
Calculemos {\displaystyle _{RL}D^{\frac {3}{2}}t^{\frac {1}{2}}}  utilizando o exemplo anterior.
{\displaystyle _{RL}D^{\frac {3}{2}}t^{\frac {1}{2}}\;=\ {\dfrac {\Gamma ({\frac {1}{2}}+1)}{\Gamma ({\frac {1}{2}}-{\frac {3}{2}}+1)}}t^{-1}\;=\ 0}

#### Exemplo 1.5
Calculemos {\displaystyle _{RL}D^{\frac {1}{2}}\left[_{RL}D^{\frac {3}{2}}t^{\frac {1}{2}}\right]}  pelo exemplo anterior.
{\displaystyle _{RL}D^{\frac {1}{2}}\left[_{RL}D^{\frac {3}{2}}t^{\frac {1}{2}}\right]\;=\ _{RL}D^{\frac {1}{2}}\left[0\right]\;=\ 0.}

#### Exemplo 1.6
Calculemos {\displaystyle _{RL}D^{\frac {3}{2}}\left[_{RL}D^{\frac {1}{2}}t^{\frac {1}{2}}\right]}  pelo exemplo anterior.
{\displaystyle _{RL}D^{\frac {3}{2}}\left[_{RL}D^{\frac {1}{2}}t^{\frac {1}{2}}\right]\;=\ _{RL}D^{\frac {3}{2}}\left[{\dfrac {\Gamma ({\frac {1}{2}}+1)}{\Gamma (0-{\frac {3}{2}}+1)}}t^{0}\right]\;=\ {\dfrac {\Gamma ({\frac {3}{2}})t^{\frac {-3}{2}}}{\Gamma \left(0-{\frac {3}{2}}+1\right)}}=-{\dfrac {1}{4}}t^{\frac {-3}{2}}=D^{2}t^{\frac {1}{2}}.}

##### Conclusão 2
Pelos dois exemplos anteriores concluímos que
{\displaystyle D^{\alpha }D^{\beta }f(t)\neq D^{\beta }D^{\alpha }f(t).}

#### Exemplo 2
Seja {\displaystyle f(t)=1=t^{0}}, temos:
{\displaystyle _{RL}D^{\alpha }t^{0}\;=\ D^{n}[I^{n-\alpha }t^{0}]}
{\displaystyle _{RL}D^{\alpha }t^{0}\;=\ D^{n}\left[{\dfrac {\Gamma (1)}{\Gamma (n-\alpha +1)}}t^{n-\alpha }\right]}
{\displaystyle _{RL}D^{\alpha }t^{0}\;=\ {\dfrac {\Gamma (1)}{\Gamma (n-\alpha +1)}}\left[{\dfrac {\Gamma (n-\alpha +1)}{\Gamma (1-\alpha )}}t^{-\alpha }\right]}
{\displaystyle _{RL}D^{\alpha }t^{0}\;=\ {\dfrac {t^{-\alpha }}{\Gamma (1-\alpha )}}.}

#### Nota importante
Observe que neste exemplo quando {\displaystyle \alpha } não-inteiro a derivada de Riemann-Liouville é diferente de zero. Entretanto observe que para {\displaystyle \alpha \in \mathbb {N} }  como {\displaystyle (1-\alpha )\in \mathbb {Z_{-}} } e {\displaystyle |\Gamma (1-\alpha )|\rightarrow 0} a [derivada de Riemann-Liouville resulta em zero, i.e., recupera a derivada de uma constante do cálculo clássico. 
Em particular, tomando {\displaystyle \alpha \;=\ {\frac {1}{2}}}, 
{\displaystyle _{RL}D^{\alpha }t^{0}\;=\ {\dfrac {t^{-{\frac {1}{2}}}}{\Gamma ({\frac {1}{2}})}}\;=\ {\dfrac {1}{\sqrt {\pi t}}}}
Temos que a derivada de ordem não-inteira  de Riemann-Liouville de uma constante não é zero.

## Não localidade
Há uma diferença importantíssima entre o operador diferencial de ordem inteira e o operador diferencial fracionário de Riemann-Liouville, o primeiro é um operador local e o segundo, não  .

## Aplicação: Abel e a curva tautocrônica
Uma das soluções para Curva tautocrônica foi proposta por Niels Henrik Abel, em 1823, que é considerada a primeira aplicação do cálculo fracionário e baseia-se exatamente na derivada fracionária de Riemann-Liouville de ordem {\displaystyle {\frac {1}{2}}}  . 